# Мавпячі витівки
«Мавпячі витівки» або «Мавпа-вбивця» (англ. Monkey Shines) — американський фільм 1988 року.

## Сюжет
В результаті нещасного випадку молодий студент Аллан виявляється повністю паралізованим. Його друг вчений Джефрі, що працює над підвищенням інтелекту у мавп, вирішує зробити одну з мавп помічницею Алана по дому. Щоб навчити її догляду за хворим, Джефрі звертається до дресирувальниці Мелані. Алан в захваті: мавпа робить все, що він захоче. Але йому починають снитися дивні сни, в яких він бажає смерті деяким людям. І вони починають гинути насправді.

## У ролях
| Актор            | Роль                |
| ---------------- | ------------------- |
| Джейсон Бех      | Аллан Манн          |
| Джон Пенков      | Джефрі Фішер        |
| Кейт МакНіл      | Мелані Паркер       |
| Джойс Ван Паттен | Дороті Манн         |
| Крістін Форрест  | Маріанна Ходжес     |
| Стівен Рут       | Дін Бурбейдж        |
| Стенлі Туччі     | доктор Джон Вайзман |
| Бу               | Елла                |
| Джанін Тернер    | Лінда Ейкман        |
| Вільям Ньюман    | Док Вільямс         |
| Туді Віггінс     | Естер Фрай          |
| Том Квінн        | Чарлі Каннінгем     |